# Triciclo

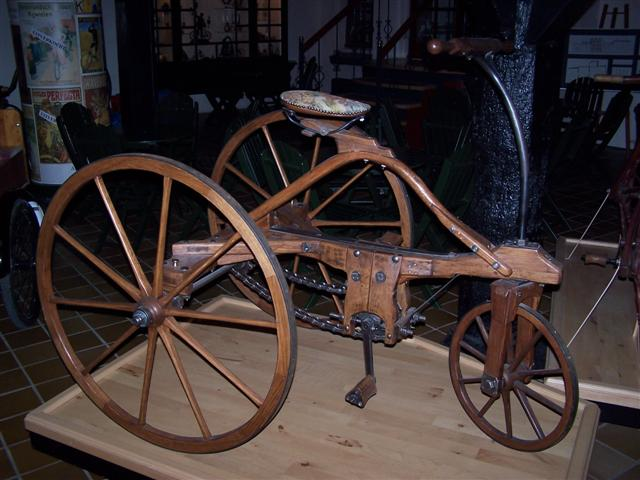
Antico triciclo a propulsione umana (con scheletro in legno)

Per triciclo, dal punto di vista tecnico, si intende un veicolo, solitamente di piccole dimensioni, a tre ruote, indipendentemente dalla loro disposizione, in quanto esse possono essere due davanti ed una dietro o viceversa.

## Storia

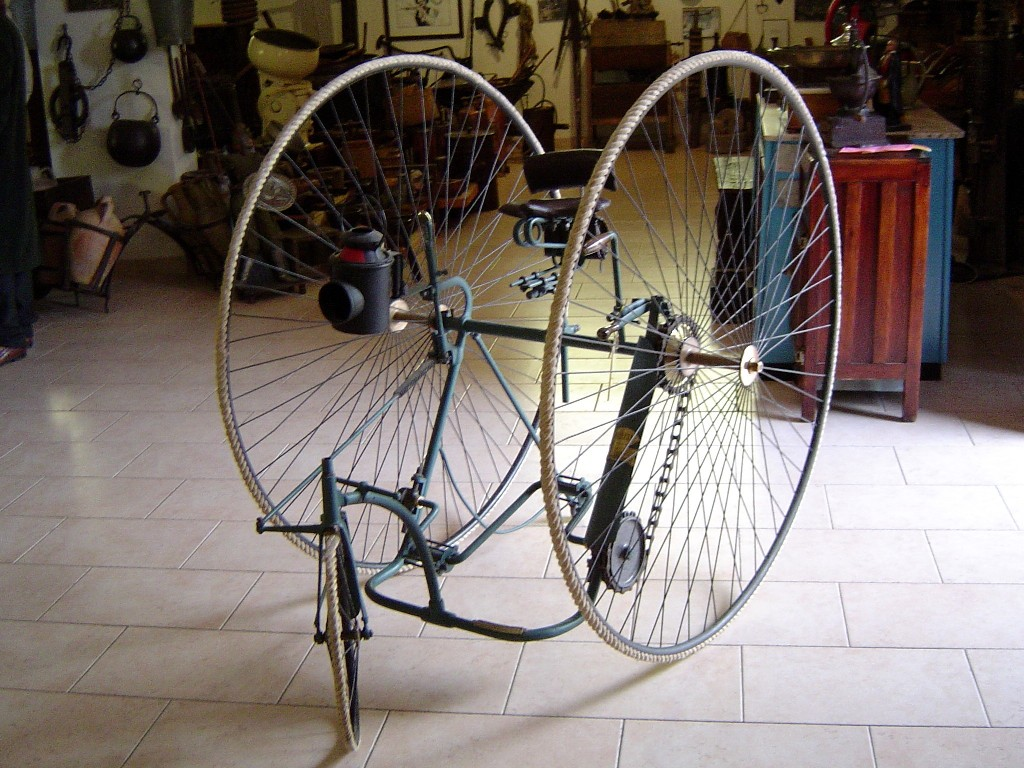
Triciclo a propulsione umana (con scheletro in metallo)

Se oggigiorno il termine viene più facilmente associato all'idea del primo mezzo di trasporto dell'infanzia e anche i primi esempi storici di triciclo del XIX secolo erano spinti da propulsione umana, bisogna tenere presente che anche i primissimi esempi di automobile della storia erano di fatto dei tricicli, basti pensare ad uno su tutti: il triciclo Benz Patent Motorwagen del 1886, considerato universalmente la prima vera automobile.

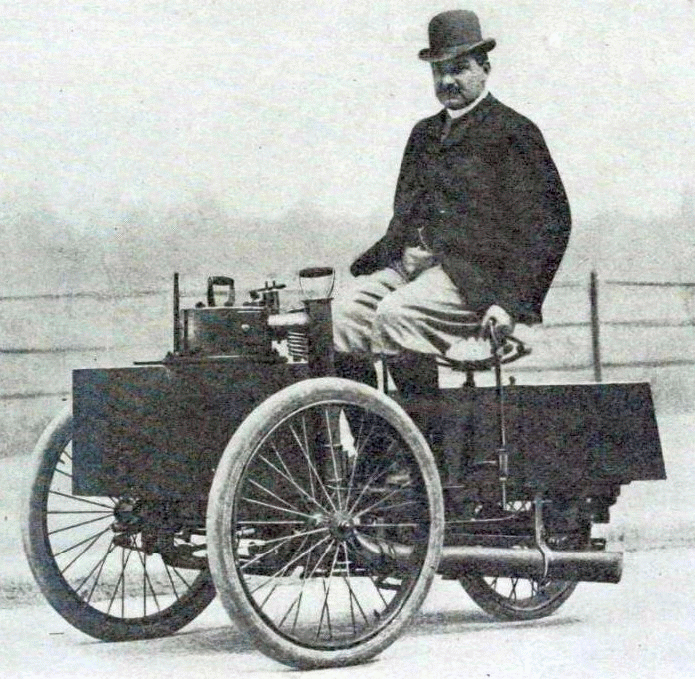
Un De Dion-Bouton, uno dei primissimi esempi di triciclo motorizzato

Ma anche altri esperimenti dell'epoca prevedevano un'architettura a tre ruote. Per esempio, le varie De Dion-Bouton e Serpollet, pur non essendo classificabili come automobili in quanto utilizzavano un motore a vapore, avevano presentato alcuni modelli strutturati proprio in tale maniera.
Dopo l'esplosione commerciale delle automobili a quattro ruote, la produzione di tricicli rimase un po' arenata, per riprendere all'inizio degli anni dieci grazie a modelli a tre ruote prodotti dall'inglese Morgan, i quali, grazie a successive evoluzioni, giunsero fino a metà anni trenta.
Il dopoguerra vide un fiorire di vetturette a tre ruote, molto semplici ed economiche, atte quindi a ricominciare il processo di motorizzazione dei Paesi coinvolti nel precedente conflitto e quindi economicamente molto provati. Famose in questo periodo furono vetturette come quella prodotta dalla Messerschmitt AG e la Bond Cars, tipici tricicli dell'epoca.

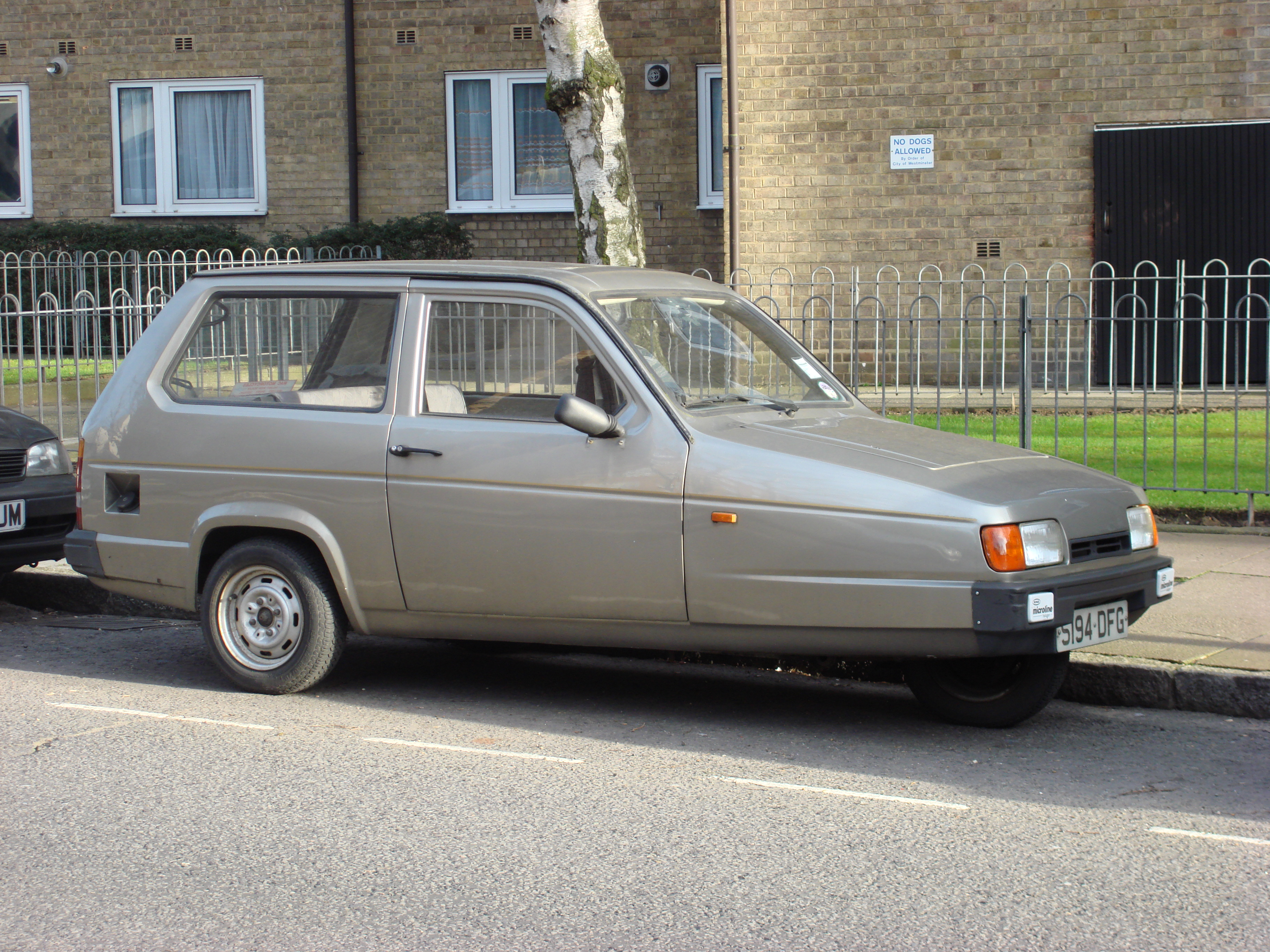
Un triciclo della Reliant

Negli anni settanta, gran parte del mercato dei tricicli era in mano agli inglesi che, grazie ai loro tricicli della Reliant, riscossero un buon successo ed arrivarono fino alla fine degli anni novanta, allo stesso tempo lo studio dei tricicli interessava anche l'ambito motociclistico (scooter), infatti la Piaggio nel 1973 e nel 1984 studia dei modelli a tre ruote, prima una versione a due ruote posteriori, poi una a due ruote anteriori.

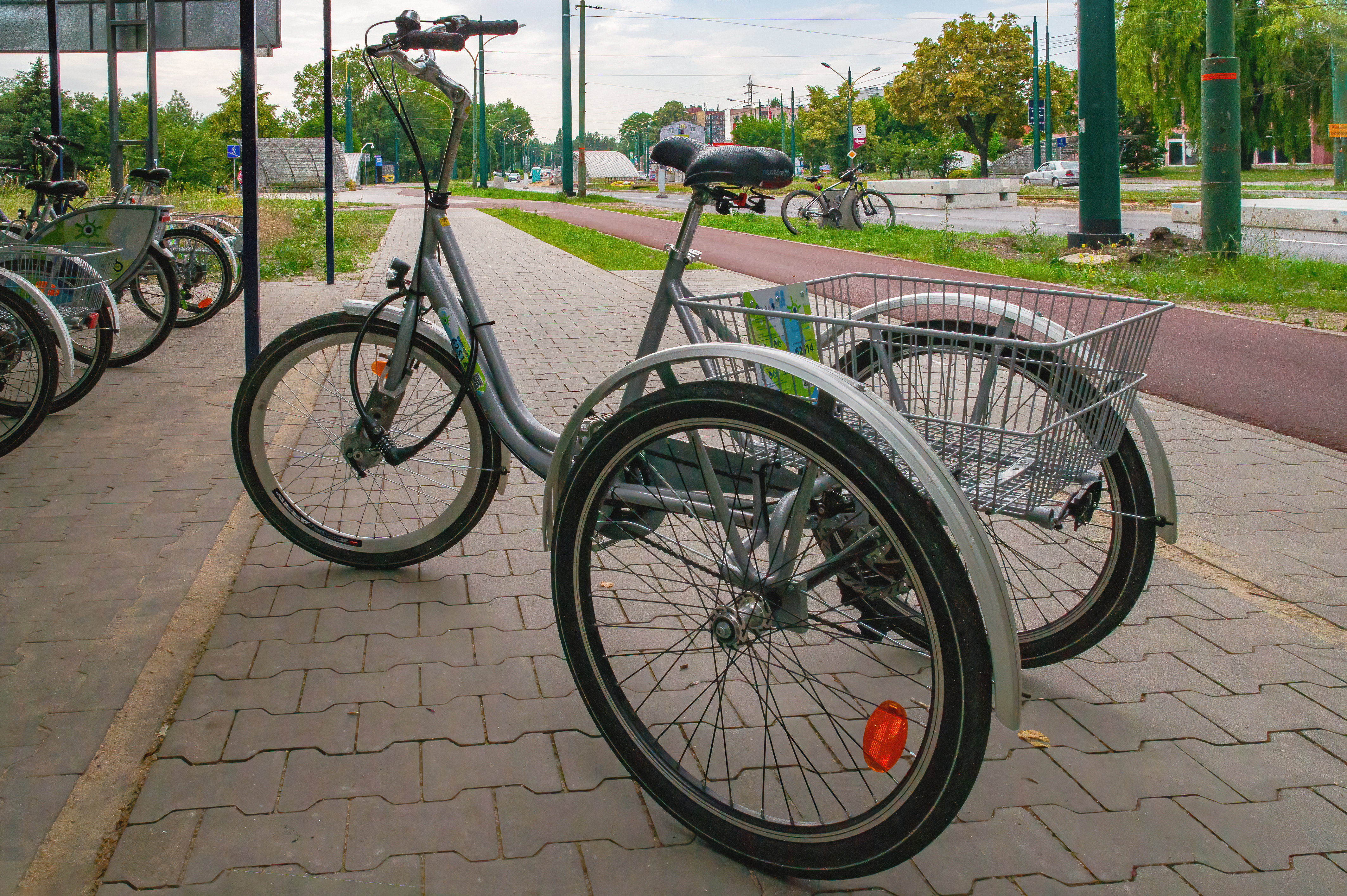
Bicicletta a tre ruote contemporanea

## Attualmente
Tra i tricicli motorizzati ancora di uso comune devono essere citati ad esempio l'Ape Piaggio, veicolo leggero da trasporto, sulla cui falsariga vengono prodotti, soprattutto nei paesi asiatici, mezzi utilizzati anche nel trasporto pubblico, come i Tuk-tuk classici taxi tailandesi. Esistono poi delle potenti motociclette a tre ruote, dette trike (termine derivato per estensione da bike, per indicare la moto a tre ruote), quasi tutte in stile custom, spesso portato agli estremi, prodotte in piccole quantità da esperti artigiani.
Tuttavia all'inizio del terzo millennio sono aumentati il numero di mezzi a tre ruote, come nel caso del Piaggio MP3 e del Campagna T-Rex.
Per quanto riguarda i tricicli a propulsione umana, sono da ricordare anche quelli che consentono a persone diversamente abili e con problemi motori agli arti inferiori di effettuare competizioni sportive: le Handbike.

Il tripattino è una combinazione tra un monopattino ed un triciclo, che permette di avanzare mediante l'uso dei muscoli delle gambe.

Infine esistono i Trike, termine che identifica i tricicli a pedali più moderni e ricercati.